# 阿賀町消防本部
阿賀町消防本部（あがまちしょうぼうほんぶ）は、新潟県東蒲原郡阿賀町の消防部局（消防本部）。管轄区域は阿賀町全域。

## 概要
- 消防本部：東蒲原郡阿賀町津川2260番地42
- 管内面積：952.89km2
- 職員数：63人
- 消防署1カ所、分遣所3カ所

### 主力機械
2022年12月31日現在
- 消防ポンプ自動車：1
- 水槽付消防ポンプ自動車：4
- 救助工作車：1
- 高規格救急自動車：3
- 2B型救急自動車：1
- 指令車：1
- 支援車：1

## 沿革
- 1974年
  - 4月　東蒲原郡津川町、鹿瀬町、上川村および三川村の2町2村によって東蒲原広域消防組合が発足する。
  - 6月　三川分遣所を開設する。
- 1975年7月 上川分遣所および日出谷分遣所を開設する。
- 2005年4月 津川町、鹿瀬町、上川村、三川村が合併し阿賀町が誕生したことにより、阿賀町消防本部が発足する。
- 2020年4月 消防本部・消防署新庁舎が（津川2260番地42）へ移転する。

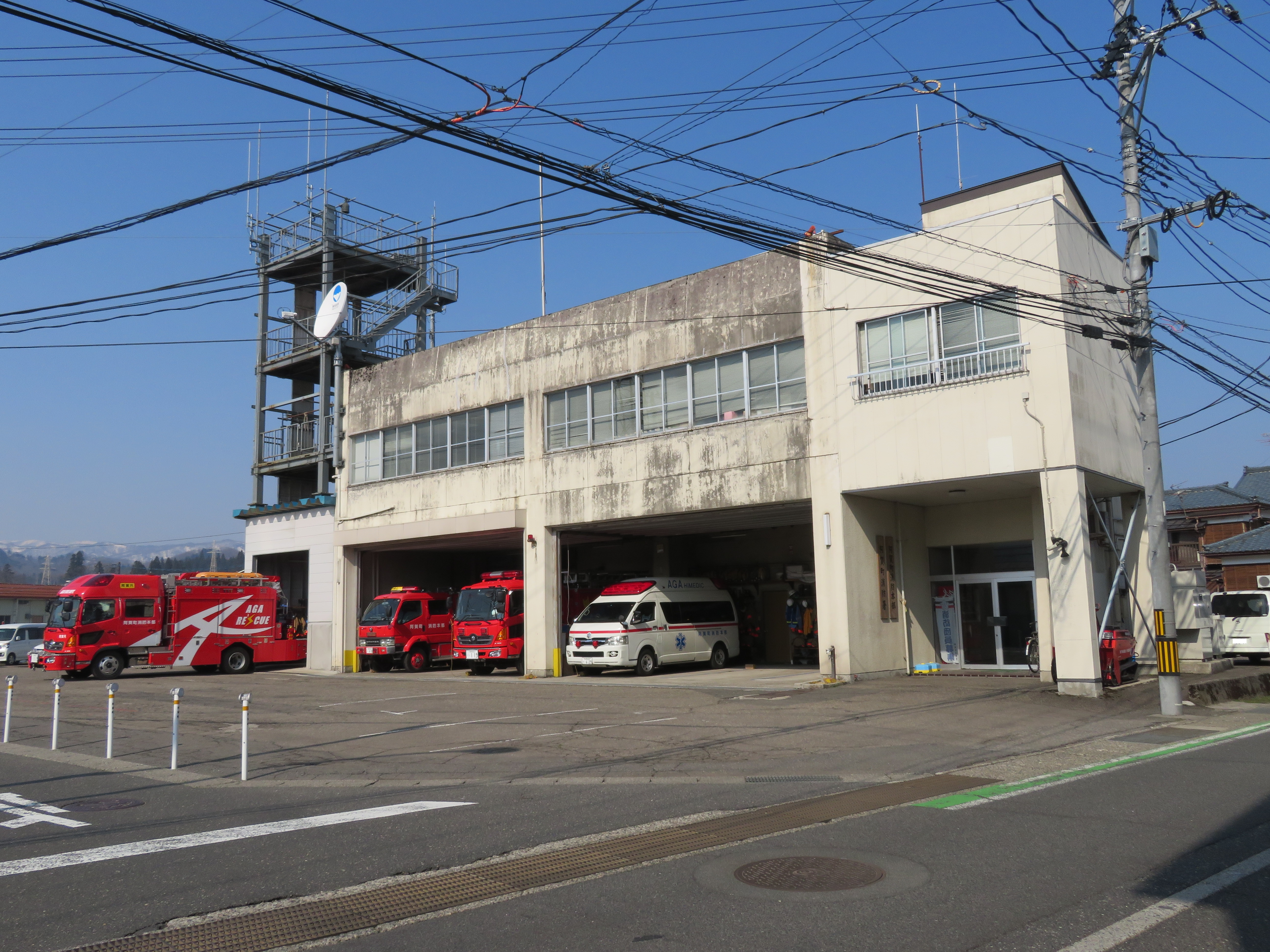
消防本部・消防署旧庁舎

## 組織
- 本部 - 予防課、警防課
- 消防署

## 消防署
| 消防署       | 住所           | 分遣所                                                           |
| ------------ | -------------- | ---------------------------------------------------------------- |
| 阿賀町消防署 | 津川2260番地42 | 日出谷：日出谷乙1719番地1 上川：豊川甲333番地 三川：白崎1182番地 |